# 南迪亚曼蒂
南迪亚曼蒂是巴西巴拉那州的一个市镇。总面积359.945平方公里，总人口3782人，人口密度10.5人/平方公里。